# 韶山7C型电力机车
韶山7C型电力机车（SS7C），是中国铁路使用的电力机车车型之一，由大同机车厂、株洲电力机车研究所、成都机车车辆厂于1998年研制成功。韶山7C型电力机车是在韶山7型电力机车基础上，根据铁路客运提速需要改进设计而成的4800千瓦六轴客运电力机车，最高运用速度120公里/小时。

## 发展历史

### 研制
为适应1990年代中国铁路既有线路以及长大坡道较多的区段线路客运提速的需要，大同机车厂于1997年底向中华人民共和国铁道部科技司提出立项申请研制以韶山7型电力机车为基础的120公里/小时等级客运电力机车，1998年被批准列入铁路科技研究开发计划。根据铁道部下达的120公里/小时客运电力机车设计任务书要求，由大同机车厂与株洲电力机车研究所、成都机车车辆厂共同设计研制韶山7C型客运电力机车。
韶山7C型电力机车是根据客运机车特点在韶山7型机车的基础上改进设计，机车主电路、转向架、车体结构均大致相同，繼承了韶山7型、韶山7B型机车的Bo-Bo-Bo軸式；韶山7C型机车主要特点为轴重较小、轻量化车体、改变齿轮传动比、列车供电装置、双管制供风等，最高运行速度为120公里/小时；此外，韶山7C型机车并根据韶山7型机车运用中所出现的惯性质量问题进行处理，以提高可靠性。在开展设计之前，大同机车厂使用韶山7型0014号机车进行了120公里/小时的提速牵引试验并获得成功，取得了提速机车的试验数据资料。1998年，大同机车厂又生产了五台韶山7型电力机车（0080～0084）作为韶山7C型机车的原型车，虽然仍然沿用韶山7型机车的车体结构，但其电机电器、牵引性能以及车身涂装均与韶山7C型机车大致相同，构造速度为120公里/小时，轴重22吨，惟不设向列车供电插座。

### 试验
首两台韶山7C型电力机车样车（0001、0002）于1998年8月完成试制；同年10月，在郑州铁路局西安机务段开始进行20万公里的运行考核，投入陇海铁路担当西安至宝鸡、西安至郑州的客运牵引任务。1999年6月，由铁道部产品质量监督检验中心选取了其中一台机车，在京广铁路北京至石家庄间进行动力学性能试验。至2000年8月，韶山7C型机车完成了运行考核任务，期间发生机破1件、临修9件；试验结果表明，韶山7C型机车性能表现良好，机车粘着利用、起动加速性能、高速区域的调速能力较好，尤其起动加速性能更处于中国国内交—直流传动电力机车的领先水平，机车牵引20辆客车（1100吨）在平直道上从静止加速到120公里/小时的加速时间和加速距离仅约4.14分钟、5公里；在12‰长大坡道上的平衡速度可达88公里/小时。
与此同时，铁道部要求对陇海线西安至郑州区段使用的提速客运电力机车重新选型，除了大同机车厂的韶山7C型机车，株洲电力机车厂也研制了采用Bo-Bo轴式的韶山8型电力机车与之竞争，并于1998年中生产了韶山8型2001、2002号两台试验车，随后在陇海铁路郑州至三门峡区段进行了试验。但其试验结果不如采用Bo-Bo-Bo轴式的韶山7C型机车，令韶山7C型电力机车被铁道部确定为2000年中国铁路第三次大提速陇海线的主力客运提速机车。2002年1月，韶山7C型电力机车通过部级科技成果鉴定。

### 运用
韶山7C型电力机车于1999年投入批量生产，同年首批15台机车正式配属西安机务段，投入陇海铁路郑州至西安区段运用；2000年，第二批20台机车配属兰州铁路局兰州机务段，投入陇海铁路兰州至西安区段运用。2001年的中国铁路第四次大提速首次将中国西南地区纳入提速范围，韶山7C型电力机车又被铁道部确定为襄渝铁路的主力客运提速机车；同年4月，韶山7C型0011号机车在襄渝线襄樊至达州、重庆段提速牵引试验中取得成功，当牵引16辆25K型提速客车运行时最高速度达到128.8公里/小时；同年韶山7C型机车开始大量配属成都铁路局重庆南机务段、郑州铁路局安康机务段和六里坪机务段，投入襄渝铁路运用。
此后，昆明铁路局昆明机务段、柳州铁路局（今南宁铁路局）南宁机务段、广州铁路集团怀化机务段、株洲机务段又陆续配属了韶山7C型机车，投入南昆铁路、贵昆铁路、渝怀铁路、湘黔铁路使用。截至2006年，大同电力机车厂累计生產了171台韶山7C型电力机车。
近年来，由于HXD3D等新型电力机车的大量配属，韶山7C型电力机车的运用范围逐步缩小，且部分机车已被封存（配属成局重段的0001号等），截至2020年4月，韶山7C型电力机车分别配属重庆机务段，西安（原安康）机务段，迎水桥机务段，昆明机务段（已全部下线封存）主要运用路线为襄渝，包兰线等。

### 改进

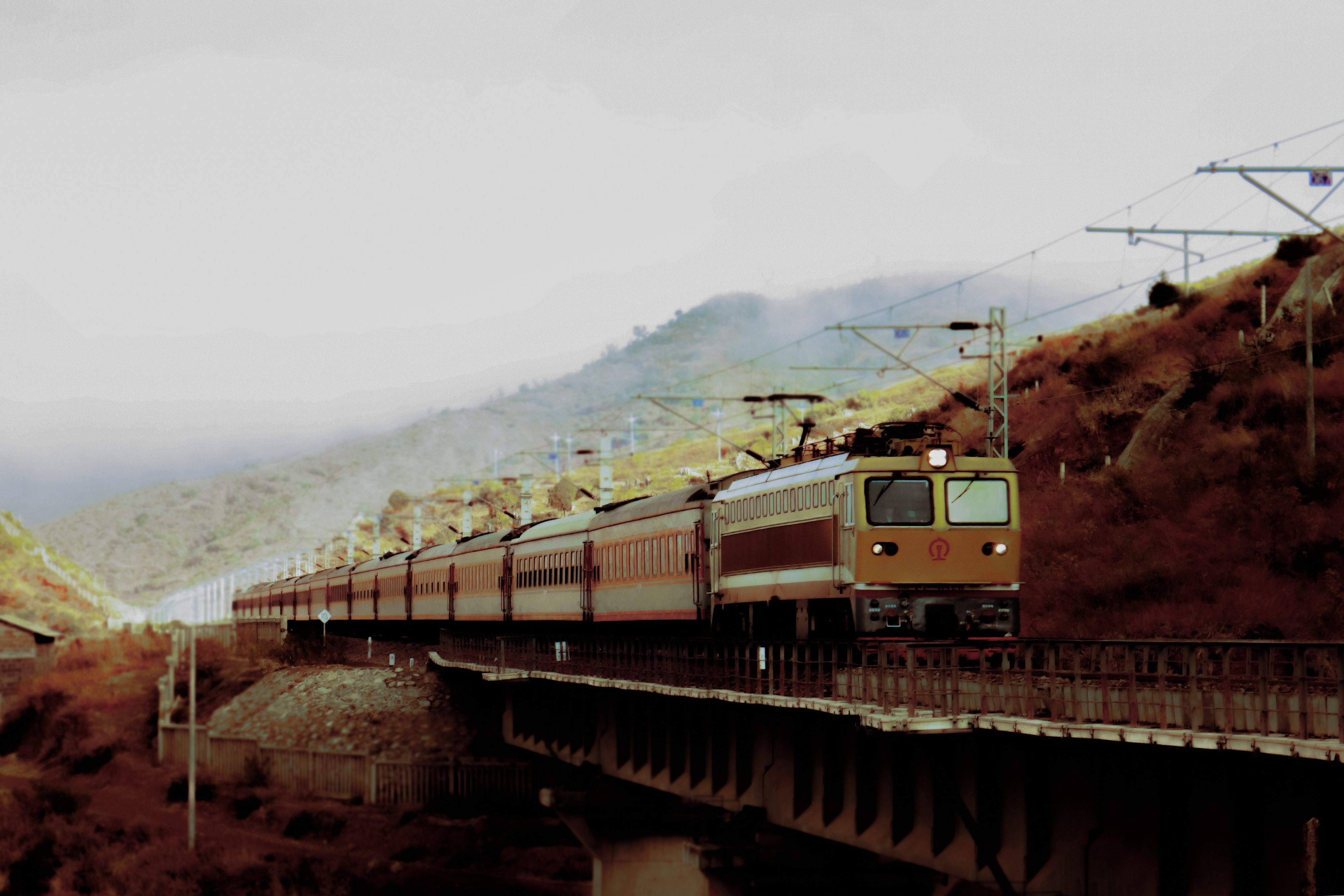
黄色涂装的韶山7C型0158号机车在大丽铁路上运行

早期生产的韶山7C型机车（0001～0141）沿用韶山7型机车的两段桥式整流电路、再生制动及电子控制装置。从2005年起，按照铁道部要求，後期出厂的韶山7C型机车（0142～0171）均采用不同的主变压器以及主变流装置，改用不等分三段桥式整流电路、再生制动改为加馈电阻制动，并以微机控制装置取代了电子模拟控制。另外，自0092号机车开始采用标准化司机室；后期出厂的0157至0171号机车，其车身采用黄色涂装，为中国铁路机车甚为罕见的涂装配色之一，因而被中国铁路迷昵称为“香蕉”。而在2000年代初，本型機車全面改用由德國引進的DSA-200系列集電弓，其後亦於SS8、SS9等機車推廣使用。

## 技术特点

### 总体布置

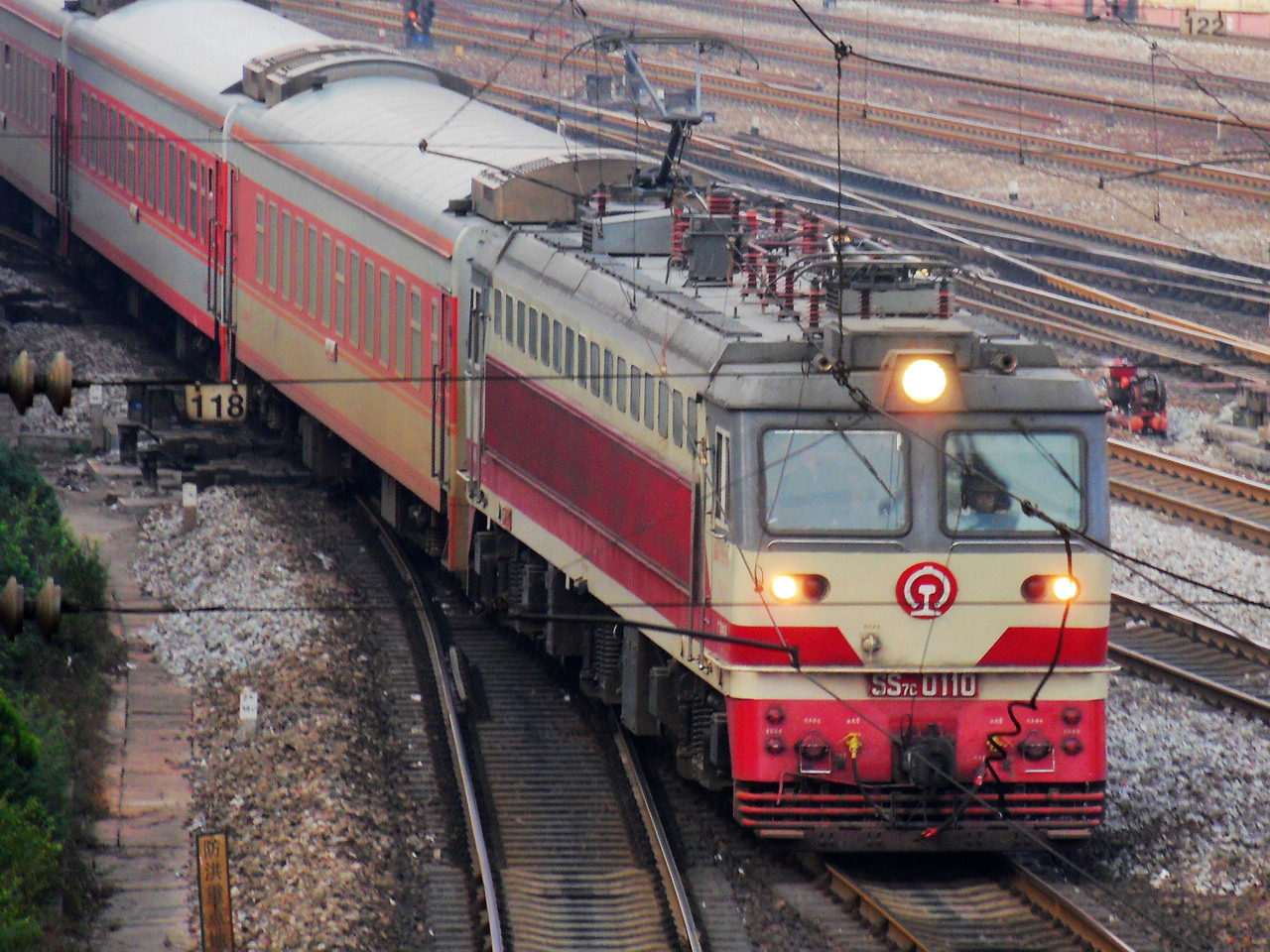
牵引客运列车的韶山7C型0110号机车

韶山7C型电力机车是六轴干线客运电力机车。车体结构与韶山7型、韶山7B型机车大致相同，采用了框架式整体承载结构，总体布置沿用双侧走廊、两端司机室；主要电器设备以机车最重设备主变压器为中央，其他设备分平面斜对称布置为主，有利于重量平衡；车顶两端司机室之后各装一台DSA-200型单臂式受电弓；车顶中部装一台主断路器。为了减小因机车速度提高而增大的轮轨作用力，韶山7C型机车轴重定为22吨、总重132吨，比韶山7型机车分别减少1吨和6吨；同时由于韶山7C型机车并增加了向列车供电装置和相关设备，因此机车整体需要比韶山7型机车减重约10吨。设计过程中，在不削弱机车可靠性的前提下，对车体部分非承载部件进行轻型化设计，例如材质由钢改为铝、减少结构厚度等；而对承载部件进行有限元分析法计算，减少结构质量。
车内电气设备借鉴了8K型机车的布置方式，实现屏柜化、单元化。由于韶山7C型电力机车采用Bo-Bo-Bo轴式转向架，使主变压器只能安装在车体内，为了进一步减少所占空间，因此将平波电抗器、功率因数补偿电抗器、高压电流互感器等全部装在变压器内，共用冷却油箱，组成为组合式变压器，并卧放在车体中部。通风系统采用车体通风方式，侧墙竖式百叶窗是车内设备通风冷却的进风窗口，经过通风支路向牵引电动机、整流装置、变压器、制动电阻等设备冷却。

### 机车主电路
韶山7C型电力机车是交—直流电传动的单相工频交流电力机车。早期生产的机车（0001～0141）采用与韶山7型机车相同的主电路，为晶闸管两段串联相控整流桥调压方式，由一段半控整流桥和一段全控整流桥组成，并设有再生制动功能。牵引时全控桥实现相控无级调速特性控制，使用再生制动时全控挢变为逆变装置，而半控桥作为励磁电源装置。而后期生产的改进型机车（0142～0171）改为采用晶闸管不等分三段半控桥调压方式，与韶山7D型、韶山7E型、韶山9型机车主电路实现标准化、简统化；此外，由于交—直流电传动相控电力机车实现再生制动必须使用一段全控桥，但全控桥也会降低机车功率因数，且向电网反馈电力时高次谐波电流较大，降低了牵引变电所功率系数，并对通讯线路产生噪音干扰。基于上述缺点，韶山7C改进型机车改用三段半控桥调压的同时也取消了再生制动，而代之以加馈电阻制动。
韶山7C型型电力机车虽然拥有三组转向架，但在主电路中只有两组，中间转向架上的两台牵引电动机分属前后两组，机车牵引时向两组各三台牵引电动机并联供电，有利于充分发挥粘着、防止发生空转；此外，每调压整流电路还有一段励磁半控桥给三台串联的电机他励绕组供电。由于韶山7型机车采用了复励牵引电机，因此只要平滑减少他励电流，就能够实现无级磁场削弱。机车恒功率速度范围由韶山7型机车的44～80公里/小时后移至76～120公里/小时，令机车具有较大的起动加速度、缩短起动加速时间和距离，并可在高速区域保持全功率运行，提高高速区域的牵引力和剩余加速度。机车主电路并带有功率因数补偿装置，兼作三次谐波滤波器，通过在主电路中投入或切除电容器来提高机车的功率因数，机车在50～100%功率范围内功率因数均可大于0.9，以提高电气化铁路的总效率、减少对无线通信的干扰。
韶山7C型电力机车并具有向旅客列车供电功能，供电装置的电路结构和韶山8型机车基本相同，额定输出电压为600V直流电，输出容量为2×400千瓦，为分两路向客车供电。

### 转向架

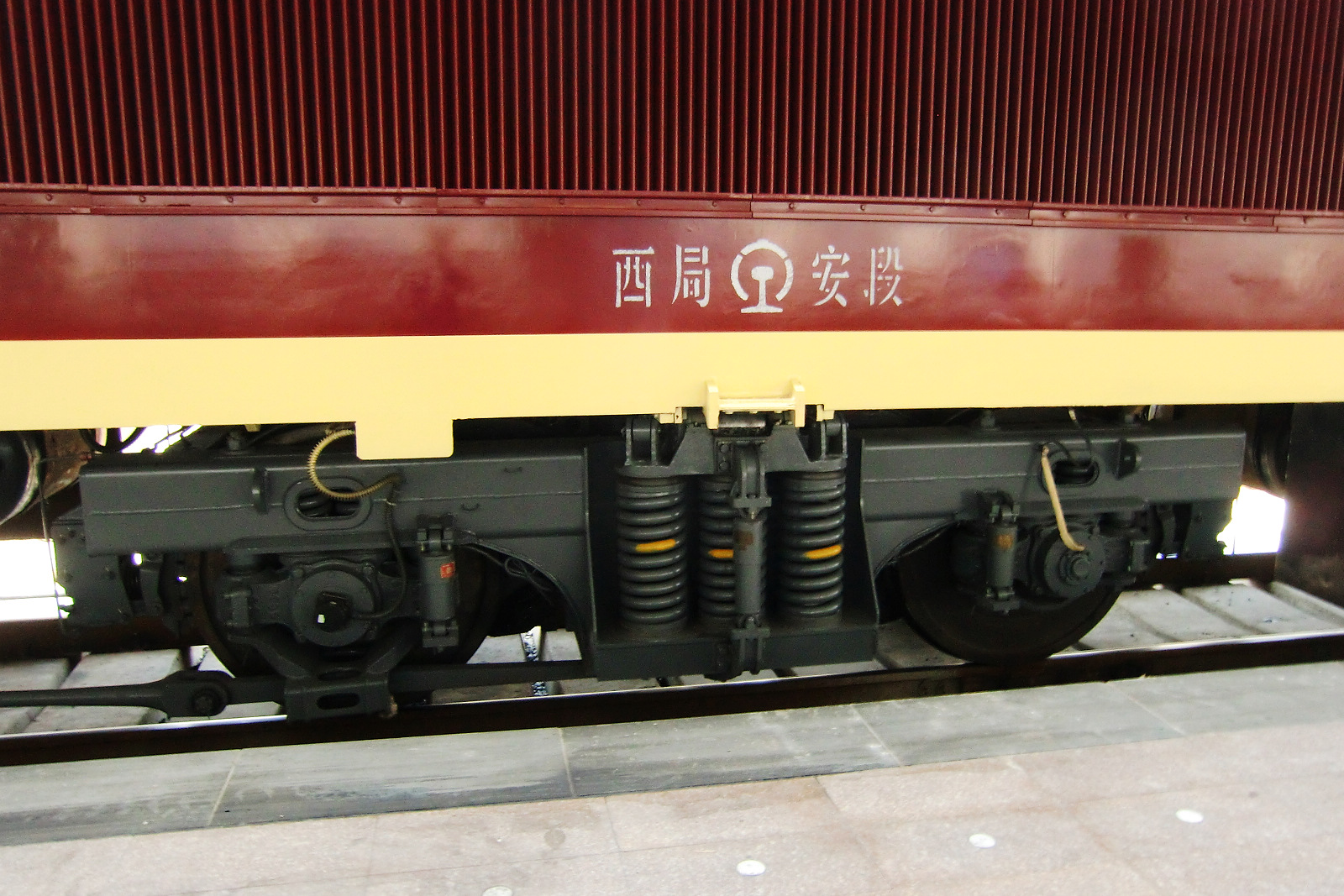
韶山7C型机车的中间转向架

机车走行部与韶山7型机车大致相同，为三台二轴转向架，所有车轴均为动轴，机车轴式Bo-Bo-Bo，机车固定轴距较短，曲线通过性能好。转向架采用旁承弹簧承受车体载荷的无摇枕转向架。三台转向架各自独立，中间转向架与两端转向架的区别在于增加了横向位移的横动装置，相对于车体有多达220毫米的横向偏移量，取消了停车制动装置，二系悬挂静挠度稍大，因此无法与两端转向架互换使用。牵引力和制动力通过Z型低牵引拉杆牵引装置传递，车体上有六个牵引拉杆座，通过六根牵引拉杆分别与三台转向架呈“Z”形联接，两端转向架牵引点交于轨面以下10毫米，并能够灵活调节，有利于通过曲线和减少轴重转移，辅之以电气轴重转移补偿，能获得较高的粘着性能。一系悬挂采用轴箱螺旋弹簧和橡胶垫加油压减震器的独立悬挂结构；二系悬挂采用螺旋弹簧系统、橡胶元件和油压减震器的组合，中间转向架并设有滚子轴承，一、二系悬挂系统的静挠度均比韶山7型机车略为提高，并加设抗蛇行油压减震器。
由于客、货运机车运用特性不同，因此韶山7C型机车不再使用韶山7型机车的ZD111型牵引电机，改为采用改进设计的ZD120型牵引电机。两者均为六极、中电压、带有补偿绕组、全H级绝缘、全叠片机座的复励脉流牵引电动机，结构上基本相同，仅性能参数有所差异，其中ZD120型牵引电机提高了最高转速、降低扭矩，并缩小了尺寸以减轻重量。复励电机具有他励绕组，牵引工况下空转时，不会失去他励磁场，因此再粘着特性较好。牵引电机采用滚动轴承抱轴悬挂结构、单边直齿传动，传动比由73/17改为68/23。

## 重大事故
- 2000年9月3日清晨，兰州铁路局兰州机务段的韶山7C型0032号机车，牵引由郑州开往西宁的503次直快旅客列车经由陇海铁路运行。清晨6时6分，当列车运行至甘肃省天水市伯阳镇境内、陇海线渭滩至伯阳间K1376+760处，因线路右侧山体突然崩塌，掩埋铁路和列车，山体滑坡面积约3万平方米、土方量约2.5万方；机车及机后第一位行李车、第二位硬座车脱轨。事故造成机车乘务员及部分旅客受伤，电力机车大破，中断行车45小时34分，构成行车重大事故[5][6]。
- 2004年7月18日4时51分，重庆开往杭州的1326次旅客列车(编组19辆，总重1050吨，换长45.4)由怀化机务段SS7C0139号机车牵引运行至湘黔线加劳—宝老山间上行线K692+178.5处，撞上运行方向右侧堑坡崩塌的上道泥石，机车运行方向第1、2、3轮对脱轨。造成机车、行李车小破，中断上行线行车3小时59分。构成旅客列车脱轨大事故。
- 2007年1月14日上午11时40分，兰州铁路局兰州西机务段的韶山7C型0050号机车，牽引由兰州开往广州的K228次旅客列车，运行至陇海铁路上行线郑州铁路局管内渑池至义马间K749+750处时，因机车前部发出强烈异音，司机立即紧急制动停车。经检查后发现，机车前一轴右轮脱轨、左轮崩裂，构成旅客列车脱轨险性事故。经详细调查后，发现该车轮曾在2005年在大同电力机车厂进行过违规焊补处理，造成在焊补区存在粗大的柱状晶体、魏氏组织和焊接裂纹，且焊补部位为车轮辐板最大应力区，经长期金属疲劳，最终导致车轮崩裂，因此事故定中国北车集团大同机车厂主要责任。而兰州西机务段探伤复验不足，一直无法发现存在隐患，故定兰州铁路局兰州西机务段同等主要责任，机务段相关领导被撤职[7]。
- 2009年7月26日上午8时15分，兰州铁路局兰州西机务段的韶山7C型0026号机车，牵引由西安开往乌鲁木齐的1043次旅客列车经由兰新铁路运行。当列车运行至打柴沟和龙沟之间乌鞘岭特长隧道内，机车主变压器突然起火，经铁路、消防等部门紧急处置，1700余名旅客徒步离开隧道，机车大火被扑灭，未造成人员伤亡，铁路行车一度中断[8]。经调查后，火灾系由主变压器油箱泄漏引起，机车大修厂南车成都机车车辆有限公司负主要责任，0026号机车也是首台由成都机车车辆公司负责轻大修的韶山7C型机车，于2007年2月完成试修[9]。

## 机车命名
| 机车编号  | 名称       | 配属                   | 备注                         |
| --------- | ---------- | ---------------------- | ---------------------------- |
| SS7C-0020 | 青年文明号 | 兰州铁路局兰州西机务段 | 已摘牌                       |
| SS7C-0029 | 先锋号     | 兰州铁路局兰州西机务段 | 已摘牌                       |
| SS7C-0031 | 青年文明号 | 兰州铁路局兰州西机务段 | 已摘牌，后转配到安康机务段   |
| SS7C-0035 | 先锋号     | 兰州铁路局兰州西机务段 | 已摘牌，后转配到重庆机务段   |
| SS7C-0054 | 先锋号     | 西安铁路局西安机务段   | 已摘牌，后转配到安康机务段   |
| SS7C-0069 | 青年文明号 | 西安铁路局安康机务段   | 已摘牌                       |
| SS7C-0080 | 党员先锋号 | 成都铁路局重庆机务段   | 已摘牌                       |
| SS7C-0081 | 青年文明号 | 成都铁路局重庆机务段   | 已摘牌                       |
| SS7C-0123 | 五四红旗号 | 昆明铁路局昆明机务段   | 已摘牌，后转配到迎水桥机务段 |

## 参看
- 6K型电力机车
- 韶山7型电力机车
- 韶山7B型电力机车
- 韶山7D型电力机车
- 韶山7E型电力机车